# جون إروين (ضابط)
جون إروين (بالإنجليزية: John Irwin)‏ هو ضابط أمريكي، ولد في 15 أبريل 1832 في بيتسبرغ في الولايات المتحدة، وتوفي في 28 يوليو 1901 في واشنطن العاصمة في الولايات المتحدة.